# 11166 Anatolefrance
A 11166 Anatolefrance (ideiglenes jelöléssel 1998 DF34) a Naprendszer kisbolygóövében található aszteroida. Eric Walter Elst fedezte fel 1998. február 27-én.
Nevét Anatole France (1844 – 1924) Nobel-díjas francia író után kapta.